# Kolkwitz (Uhlstädt-Kirchhasel)
Kolkwitz ist ein Ortsteil der Gemeinde Uhlstädt-Kirchhasel im Landkreis Saalfeld-Rudolstadt in Thüringen.

## Geografie und Geologie

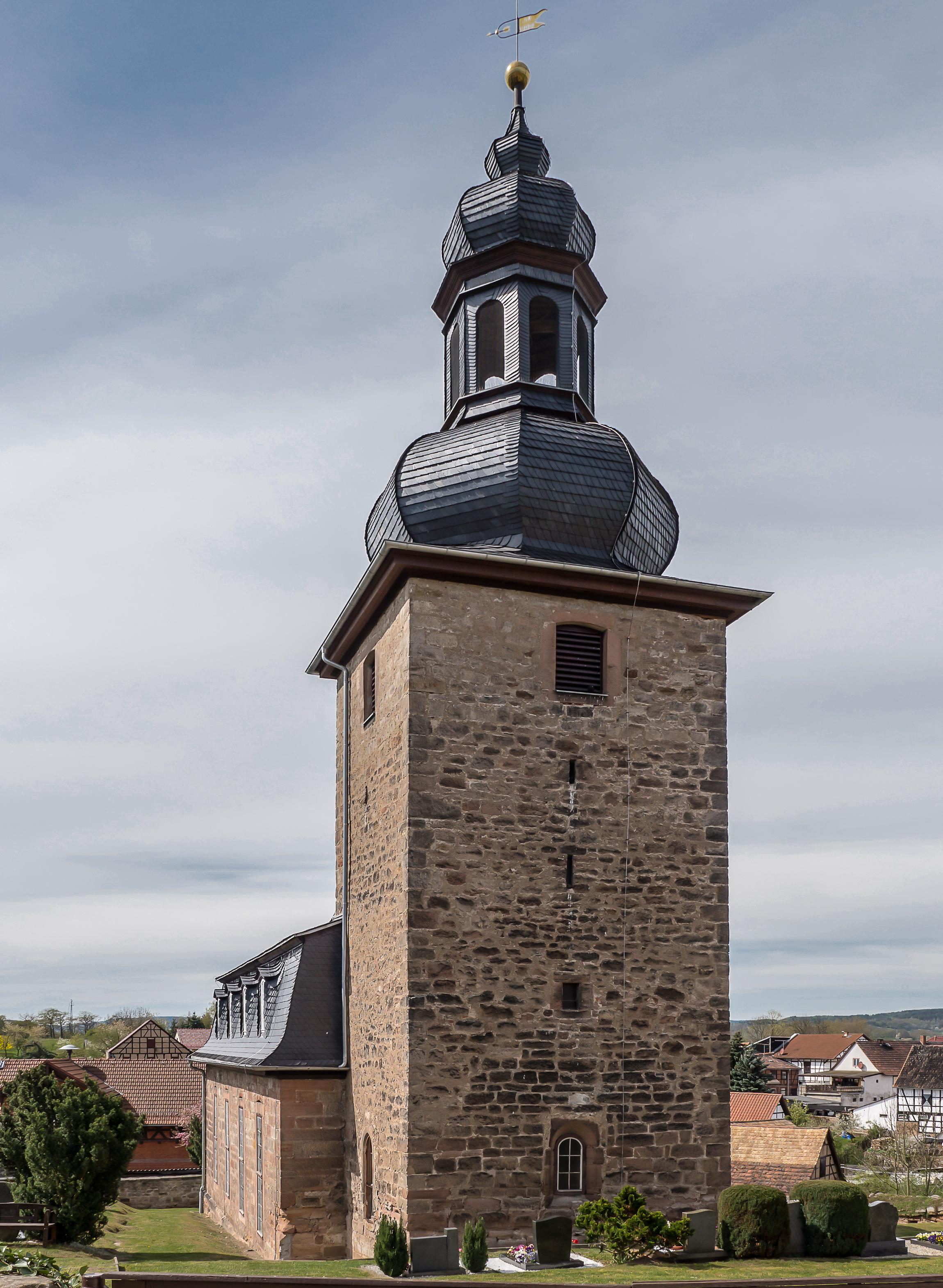
Dorfkirche

Der Ortsteil Kolkwitz liegt 185 m über NN rechts der Saale, östlich von Catharinau und gegenüber Etzelbach und Kirchhasel links des Flusses. Von den südlich liegenden Bergen um den „Kulm“ mündet der Schadebach bei Kolkwitz in die Saale. Über die Kreisstraße 121 ist das Dorf zu erreichen. Die Böden an der Saale sind alluvialen Ursprungs. An den Hängen und auf den Bergen liegt mit Muschelkalk überlagerter Buntsandstein an. Die südlich an die Gemarkung anschließenden Wälder laden zur Erholung und zum Wandern ein.

## Geschichte
Das 2013 mit 185 Einwohnern bewohnte Dorf wurde 1074 erstmals urkundlich erwähnt. Der Ort hat zwei befestigte Siedlungskerne des Mittelalters. Die Dorfkirche Kolkwitz im Ort steht im Ost- und der Edelhof im Westteil.
Nach 1990 wurde im Edelhof ein Landhotel untergebracht.

## Wirtschaft
Viele Bewohner des Ortes arbeiten in den Städten der Umgebung wie Jena, Saalfeld oder Rudolstadt. Historisch ist Kolkwitz von der Landwirtschaft geprägt. Ihre Bedeutung ist jedoch in den letzten Jahrzehnten deutlich zurückgegangen, sodass heute nur noch ein hauptberuflicher Landwirt tätig ist. In Kolkwitz gibt es ein Hotel als größten Arbeitgeber.